# Cryptocephalus bilineatus
Cryptocephalus bilineatus es una especie de insecto coleóptero de la familia Chrysomelidae.
Fue descrita científicamente en 1767 por Linnaeus.